# Apote robusta
Apote robusta är en insektsart som beskrevs av Andrew Nelson Caudell 1907. Apote robusta ingår i släktet Apote och familjen vårtbitare. Inga underarter finns listade i Catalogue of Life.